# Judy of Rogue's Harbor
Judy of Rogue's Harbor è un film muto del 1920 diretto da William Desmond Taylor. Protagonista del film, la giovane Mary Miles Minter affiancata da Charles Meredith, Herbert Standing, Theodore Roberts, Fritzi Ridgeway, George Periolat e il piccolo Frankie Lee.
La sceneggiatura di Clara Beranger si basa sull'omonimo romanzo di Grace Miller White pubblicato a New York nel 1918.

## Trama
Judy vive nella casa di nonno Ketchel, un vecchio malvagio e brutale. La ragazza, che è orfana, è l'unica a proteggere il piccolo Denny dalla violenza del nonno ed è anche costretta ad accettare le attenzioni di Jim Shuckles, un essere viscido che ha già rovinato sua sorella Olive. Shuckles, un giorno, bastona Denny e, temendo di averlo ucciso, lascia che Judy lo porti via. Judy lo nasconde in casa di una vicina soprannominata la Signora delle rose, una donna buona e gentile, che si prende cura di loro. Nel quartiere, un gruppo di vigilanti sceglie Shuckles come colui che dovrà portare a termine la missione di uccidere il governatore Kingsland. Judy scopre il loro piano criminoso e, insieme a Teddy, il figlio di Kingsland, salva il governatore. Alla ricerca di un rifugio, porta Kingsland dalla Signora delle rose. Lui la riconosce: la donna è la figlia del vecchio Ketchel. Ma non solo: è anche la madre di Judy e la moglie di un amico che lui, anni prima, aveva derubato dei suoi beni. Riunita alla madre, Judy trova finalmente una vera famiglia. La sua felicità è completata dall'amore di Teddy e dalla loro unione.

## Produzione
Il film fu prodotto dalla Realart Pictures Corporation.

## Distribuzione

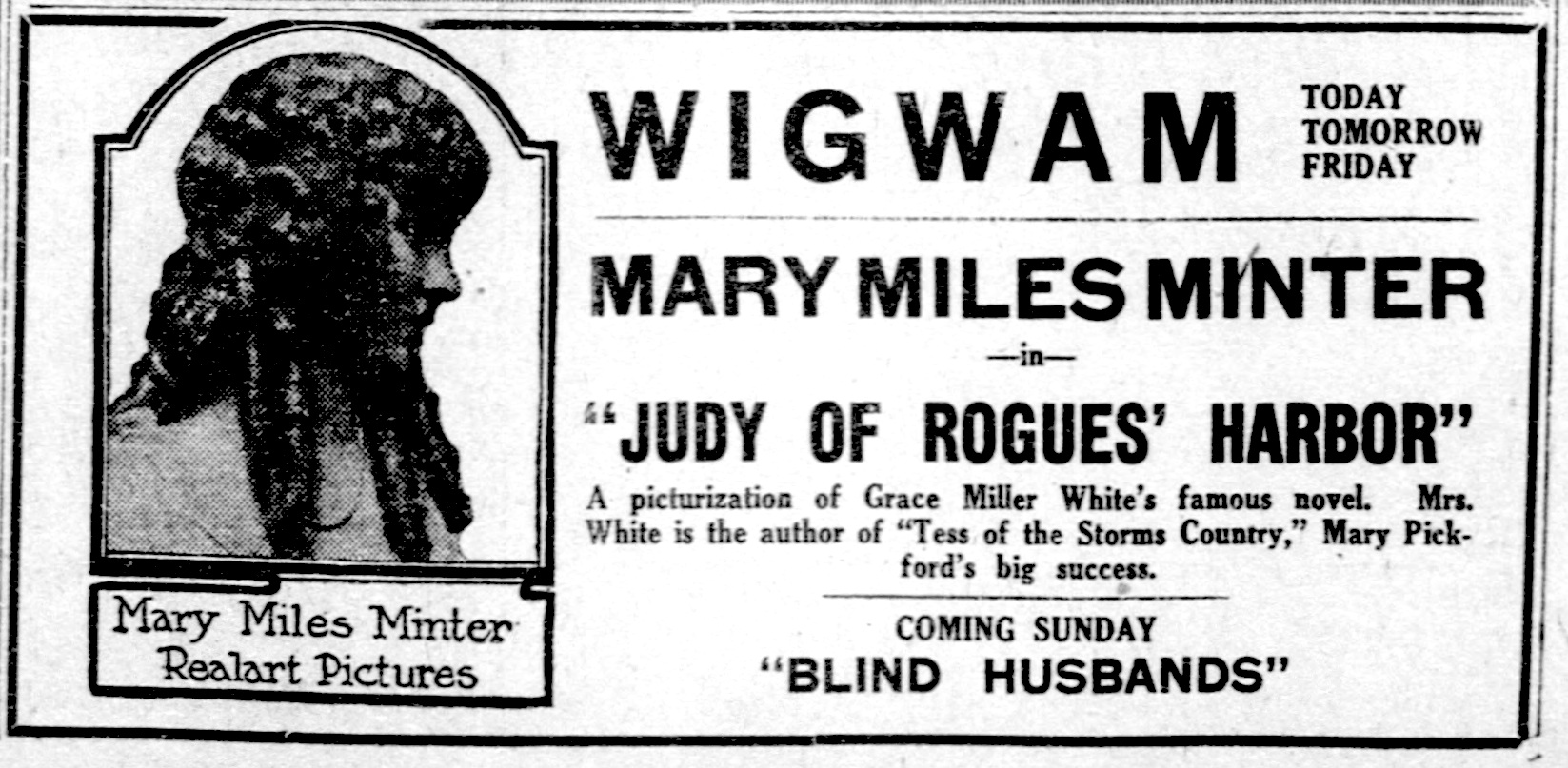
Pubblicità su El Paso Herald (25 febbraio 1920)

Il copyright del film, richiesto dalla Realart Pictures Corp., fu registrato il 21 gennaio 1920 con il numero LP14661.
Distribuito dalla Realart Pictures Corporation, il film uscì nelle sale cinematografiche statunitensi il 29 febbraio 1920. Nel 1922, fu distribuito in Francia dalla Cinématographe Harry (2 giugno, con il titolo Le Loupiot) e in Portogallo (8 settembre, con il titolo A Pequena Fada da Irlanda). Il 26 luglio 1926, la Woolf & Freedman Film Service lo distribuì nel Regno Unito.
Non si conoscono copie ancora esistenti della pellicola che viene considerata presumibilmente perduta.